# Gottfried III von Hohenlohe
Pour l’article homonyme, voir Gottfried von Hohenlohe.
Gottfried III von Hohenlohe (mort le 3 septembre 1322 à Wurtzbourg) est prince-évêque de Wurtzbourg de 1314 à sa mort.

## Biographie
Gottfried III vient de la maison de Hohenlohe. Ses parents sont Gottfried I. von Hohenlohe et Elisabeth von Hohenzollern-Nürnberg. Il est ainsi l'oncle des frères Albrecht II von Hohenlohe, évêque de Wurtzbourg (1350-1372), et Friedrich von Hohenlohe, prince-évêque de Bamberg. Le nom de Gottfried III fait référence à ce qu'il est le troisième Gottfried évêque de Wurtzbourg.
Après la mort d'Andreas von Gundelfingen en 1313, il y a une sede vacante, le diocèse est géré par sept capitulaires. Fin 1317, Gottfried est chargé des sceaux. La commune de Rothenbuch doit sa première mention par un document de l'évêque en 1318.
Dans le conflit entre Louis IV du Saint-Empire et Frédéric le Bel, il se met du côté de Frédéric, comme toute la maison de Hohenlohe et la noblesse de Franconie.
Le conflit qui l'oppose avec la maison d'Henneberg (de) pour diverses raisons de pouvoir local tourne en vendetta puis est réglé par un accord le 8 avril 1319. Les années suivantes, l'entente entre eux reste cordiale.
Lorenz Fries (de) rend compte de son tombeau. Au début du XVIIIe siècle, sa tombe est attribuée par erreur à Gottfried II de Wurtzbourg.

## Source, notes et références
- (de) Cet article est partiellement ou en totalité issu de l’article de Wikipédia en allemand intitulé « Gottfried III. von Hohenlohe » (voir la liste des auteurs).
- (de) Theodor Henner, « Gottfried III. », dans Allgemeine Deutsche Biographie (ADB), vol. 9, Leipzig, Duncker & Humblot, 1879, p. 478-479
- (de) Alfred Wendehorst, « Gottfried III. von Hohenlohe », dans Neue Deutsche Biographie (NDB), vol. 6, Berlin, Duncker & Humblot, 1964, p. 668 (original numérisé).